# Le Monde à l'envers (chaîne YouTube)
Pour les articles homonymes, voir Le Monde à l'envers.
 (juin 2025).
La mise en forme du texte ne suit pas les recommandations de Wikipédia : il faut le « wikifier ».
Les points d'amélioration suivants sont les cas les plus fréquents. Le détail des points à revoir est peut-être précisé sur la page de discussion.
- Les titres sont pré-formatés par le logiciel. Ils ne sont ni en capitales, ni en gras.
- Le texte ne doit pas être écrit en capitales (les noms de famille non plus), ni en gras, ni en italique, ni en « petit »…
- Le gras n'est utilisé que pour surligner le titre de l'article dans l'introduction, une seule fois.
- L'italique est rarement utilisé : mots en langue étrangère, titres d'œuvres, noms de bateaux, etc.
- Les citations ne sont pas en italique mais en corps de texte normal. Elles sont entourées par des guillemets français : « et ».
- Les listes à puces sont à éviter, des paragraphes rédigés étant largement préférés. Les tableaux sont à réserver à la présentation de données structurées (résultats, etc.).
- Les appels de note de bas de page (petits chiffres en exposant, introduits par l'outil «  Source ») sont à placer entre la fin de phrase et le point final[comme ça].
- Les liens internes (vers d'autres articles de Wikipédia) sont à choisir avec parcimonie. Créez des liens vers des articles approfondissant le sujet. Les termes génériques sans rapport avec le sujet sont à éviter, ainsi que les répétitions de liens vers un même terme.
- Les liens externes sont à placer uniquement dans une section « Liens externes », à la fin de l'article. Ces liens sont à choisir avec parcimonie suivant les règles définies. Si un lien sert de source à l'article, son insertion dans le texte est à faire par les notes de bas de page.
- La présentation des références doit suivre les conventions bibliographiques. Il est recommandé d'utiliser les modèles {{Ouvrage}}, {{Chapitre}}, {{Article}}, {{Lien web}} et/ou {{Bibliographie}}. Le mode d'édition visuel peut mettre en forme automatiquement les références.
- Insérer une infobox (cadre d'informations à droite) n'est pas obligatoire pour parachever la mise en page.

Pour une aide détaillée, merci de consulter Aide:Wikification.
Si vous pensez que ces points ont été résolus, vous pouvez retirer ce bandeau et améliorer la mise en forme d'un autre article.
Valentin Jean et Jenny Letellier, connus sous le nom de duo Le Monde à l'envers, sont deux vidéastes et humoristes français ayant acquis une notoriété sur YouTube à travers des sketchs humoristiques, parodies et situations de la vie quotidienne.
Créée en 2011, leur chaîne YouTube se distingue rapidement par un ton absurde et une mise en scène soignée, mêlant satire sociale et comédie de situation. Le duo publie régulièrement des vidéos scénarisées qui abordent avec humour des thématiques variées.
Le duo est notamment reconnu pour ses parodies d’émissions de télévision, qu’ils détournent avec humour et second degré, en pastichant les codes visuels et narratifs du petit écran.
Leur style se caractérise par un jeu d’acteur expressif, des personnages récurrents et un montage dynamique. À travers leur contenu, Valentin et Jenny construisent un univers comique identifiable, porté par leur complicité à l'écran. Leur chaîne atteint plusieurs centaines de millions de vues au fil des années, devenant une référence dans la scène humoristique francophone sur YouTube.
En 2025, après plus d'une décennie de collaboration, le duo annonce la fin de leur aventure commune, suscitant de nombreuses réactions dans la presse et parmi leur public fidèle.

## Biographie

### Rencontre et débuts
Valentin Jean et Jenny Letellier se rencontrent au lycée à Alençon, dans l'Orne, où ils partagent une passion commune pour le théâtre. Lors de leurs répétitions, ils réalisent des vidéos humoristiques qui captivent leur professeur, marquant ainsi le début de leur collaboration artistique.
En 2011, Valentin Jean et Jenny Letellier créent leur première chaîne YouTube, aujourd'hui nommée Le Monde à l'Envers (ancienne chaîne), où ils publient leurs premières vidéos. Leur première création notable est "Le tueur et la conne", une vidéo qui rencontre un succès dès ses débuts, mais pas encore une explosion virale, mais un nombre de vues important pour l'époque.
C’est en 2014 qu’ils fondent officiellement la chaîne Le Monde à l’Envers, qui se distingue rapidement par ses parodies d'émissions de télévision populaires telles que Super Nanny, Pékin Express et Les Anges de la téléréalité.

### Série de cours métrageThug life
Une série de courts métrages Thug Life est lancée en 2012 sur la première chaîne YouTube du duo, aujourd’hui renommée Le Monde à l’Envers (ancienne chaîne). Cette première saison pose les bases de leur univers absurde et humoristique, mêlant satire sociale et parodie des codes « street ».Thug life c'est l'histoire de Mickaël et Dylan, « deux fausses racailles qui veulent devenir rappeurs ». Le casting principal inclut Valentin Jean et Jenny Letellier, qui incarnent plusieurs personnages récurrents comme Antho, Viviane, Katie, et Dylan.
La saison 1 rencontre un succès notable, avec plusieurs vidéos cumulant des centaines de milliers de vues.
Face à cet engouement, la saison 2 sort en 2013 sur la nouvelle chaine.
Parmi les acteurs figurent principalement Valentin Jean et Jenny Letellier, mais la série a aussi fait appel à des acteurs secondaires pour étoffer son univers.
La série Thug Life a fortement contribué à asseoir la notoriété de Le Monde à l’Envers avant même le lancement officiel de leur chaîne principale en 2014, consacrée notamment aux parodies d’émissions télévisées.

### Ascension et diversification
Lucas Pastor et Timothée Hochet sont des acteurs récurrents de la chaîne Le Monde à l’Envers, apparaissant régulièrement dans de nombreux sketches et projets vidéo du duo.
En septembre 2020, Le Monde à l'Envers élargit son univers humoristique avec la publication d’une bande dessinée intitulée Le Monde à l'envers T01 : L'Envers du décor. Co-écrite par Romain Pujol et illustrée par Horne. Le livre met en scène de nombreux personnages emblématiques ayant contribué à la notoriété de la chaîne YouTube, tels que Mickaël, Dylan, Viviane ou encore Antho. Ces figures familières permettent aux fans de retrouver l’essence de leurs sketchs dans un nouveau médium.
Suite au succès du premier tome, deux autres volumes paraissent : Envers et contre tous ! (2021) et Se la fait à l'envers (2022), renforçant l'identité visuelle et l’univers absurde du duo dans la bande dessinée.
En avril 2021, Ils annoncent à leurs abonnés qu'ils travaillent sur un film intitulé Le Mystère de l’Île Mystérieuse. Dans une vidéo publiée sur leur chaîne YouTube, ils expliquent que le projet est en préparation depuis deux ans et qu'ils ont besoin du soutien de leur communauté pour le financer. Ils lancent une campagne de financement participatif sur la plateforme Ulule, visant à collecter 500 000 euros pour couvrir une partie des coûts de production. Le budget total estimé pour le film est d'environ 2 millions d'euros, et le tournage est prévu en Bretagne sur une période de 40 jours.
Malgré l'engouement initial, le projet de film ne se concrétise pas. Le duo annonce en 2022 que le film est abandonné en raison de difficultés de production et de financement. Les raisons exactes de l'échec du projet ne sont pas publiées, mais la campagne de financement participatif n'a pas atteint son objectif, ce qui a probablement contribué à l'abandon du projet.
Le Monde à l’Envers s’est également fait remarquer par sa présence régulière dans les projets d’autres créateurs de contenu majeurs de la scène francophone. Le duo a ainsi collaboré au fil des années avec des figures influentes de YouTube telles que Mcfly et Carlito, Cyprien, Natoo, Amixem, Joyca ou encore Léopold Le Pérave. Ces participations croisées, souvent marquées par une forte complicité à l’écran, ont contribué à renforcer leur visibilité et à élargir leur audience, tout en consolidant leur ancrage dans la communauté humoristique en ligne.
Le duo est ainsi present en 2022 dans le film Le Visiteur du futur (film), qui est basé sur la web série Le Visiteur du futur.

### Séparation du duo
Le 29 mars 2025, Jenny annonce sur Instagram sa décision de quitter la chaîne en raison de divergences de "valeurs humaines et morales" avec Valentin, mettant ainsi fin à leur collaboration de plus de dix ans.

## Polémiques
En juin 2021, une vidéo parodique publiée par Le Monde à l'Envers suscite une vive polémique. Le sketch, intitulé "ABC Family", met en scène une caricature de l'influenceuse Jazz Correla et une scène où un bébé est jeté dans une piscine. De nombreux internautes jugent la vidéo choquante et inappropriée, notamment en raison de la représentation de l'enfant. Face aux critiques, le duo décide de retirer la vidéo de leur chaîne YouTube et présente des excuses publiques. Ils expliquent par ailleurs n’avoir eu aucune connaissance d’un fait réel similaire au moment de la création, et que toute ressemblance avec des événements existants serait purement fortuite.
En avril 2021, la campagne de financement participatif sur Ulule pour le film Le Mystère de l’Île Mystérieuse suscite des réactions partagées. Certains abonnés expriment leur enthousiasme et leur volonté de soutenir le projet, tandis que d'autres critiquent la démarche, estimant que des Youtubeurs ayant déjà une large audience devraient financer leur film par leurs propres moyens.

## Filmographie

### Émissions de télévision
- 2024 : Les Traîtres : Nouvelle Génération sur M6 : Jenny Letellier et Valentin Jean participent à cette émission. Le casting comprend également EnjoyPhoenix, Darko, Lebouseuh, entre autres.
- 2020 : Diffusion de vidéos en prime sur TFX : Plusieurs sketchs et parodies du duo sont diffusés sur la chaîne TFX, permettant de faire découvrir leur humour à un public télévisuel plus large.

### Clips
- 2015 : Rap sur YouTube

- 2021 : Dégagez d'ici Sidney feat. Vince sur YouTube

- 2023 : Être des Stars Kristoff & Dorothée feat. Mr Piment (Clip Officiel) sur YouTube avec le youtubeurs Joyca et Amixem.

### Web-série
- 2013 : Thug Life, saison 1 sur YouTube.
- 2014 : Thug Life, saison 2 sur YouTube.
- 2016 : Thug Life, saison 3 sur YouTube.

### Doublage
- 2020 : Rick et Morty saison 4, épisode 4 : deux dragons

### Participation aux projets d'autres youtubeurs
- 2019 : L'émission/podcast de Cyprien 301 vues.